# Мандьян
Мандьян (фр. mendiant — нищий, попрошайка) — традиционное французское рождественское кондитерское изделие, представляющее собой шоколадный диск, украшенный орехами и сухофруктами. Каждый ингредиент символизирует четыре нищенствующих, или монашеских, ордена, цвета продуктов соответствуют цветам монашеских ряс. По традиции изюм символизирует доминиканцев, фундук — августинцев, сушёная фига — францисканцев, миндаль — кармелитов.
Но рецепты этого десерта могут отступать от традиционного сочетания орехов и фруктов, включая в состав семена, кожуру фруктов и др.
Обычно его готовят во время Рождества․